# Arctostaphylos nummularia
Arctostaphylos nummularia är en ljungväxtart. Arctostaphylos nummularia ingår i släktet mjölonsläktet, och familjen ljungväxter. Utöver nominatformen finns också underarten A. n. mendocinoensis.

## Bildgalleri

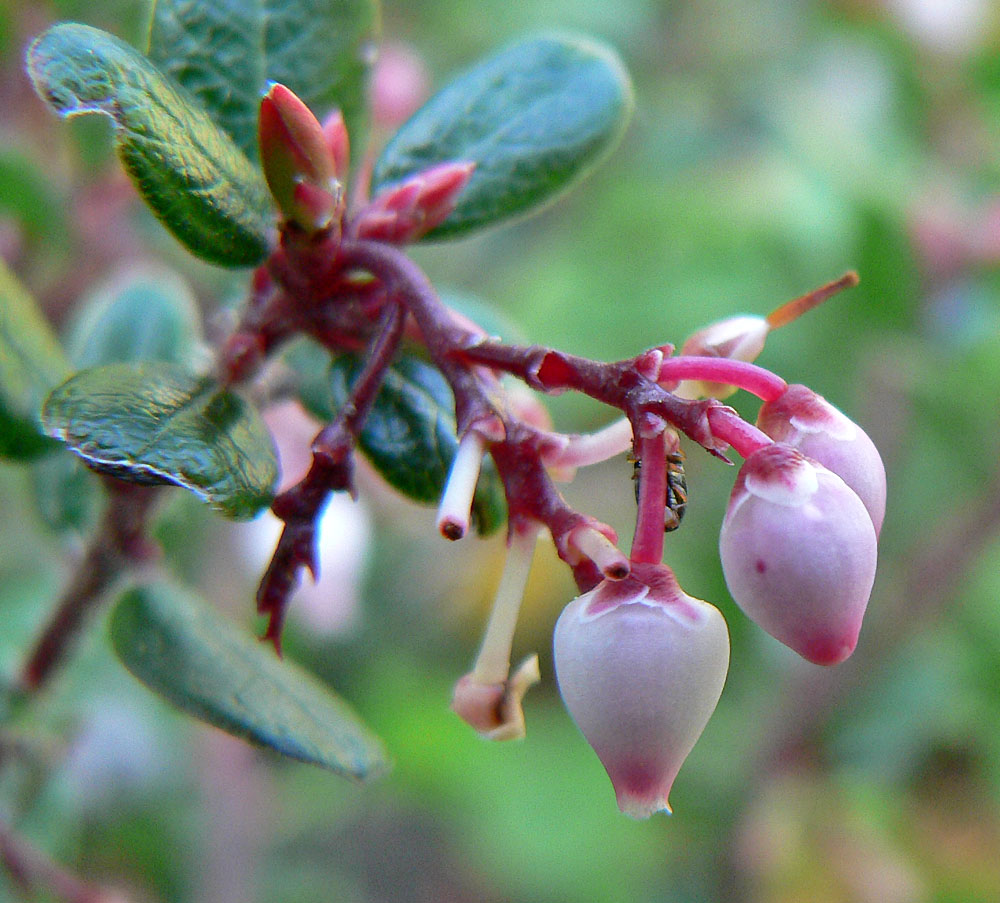
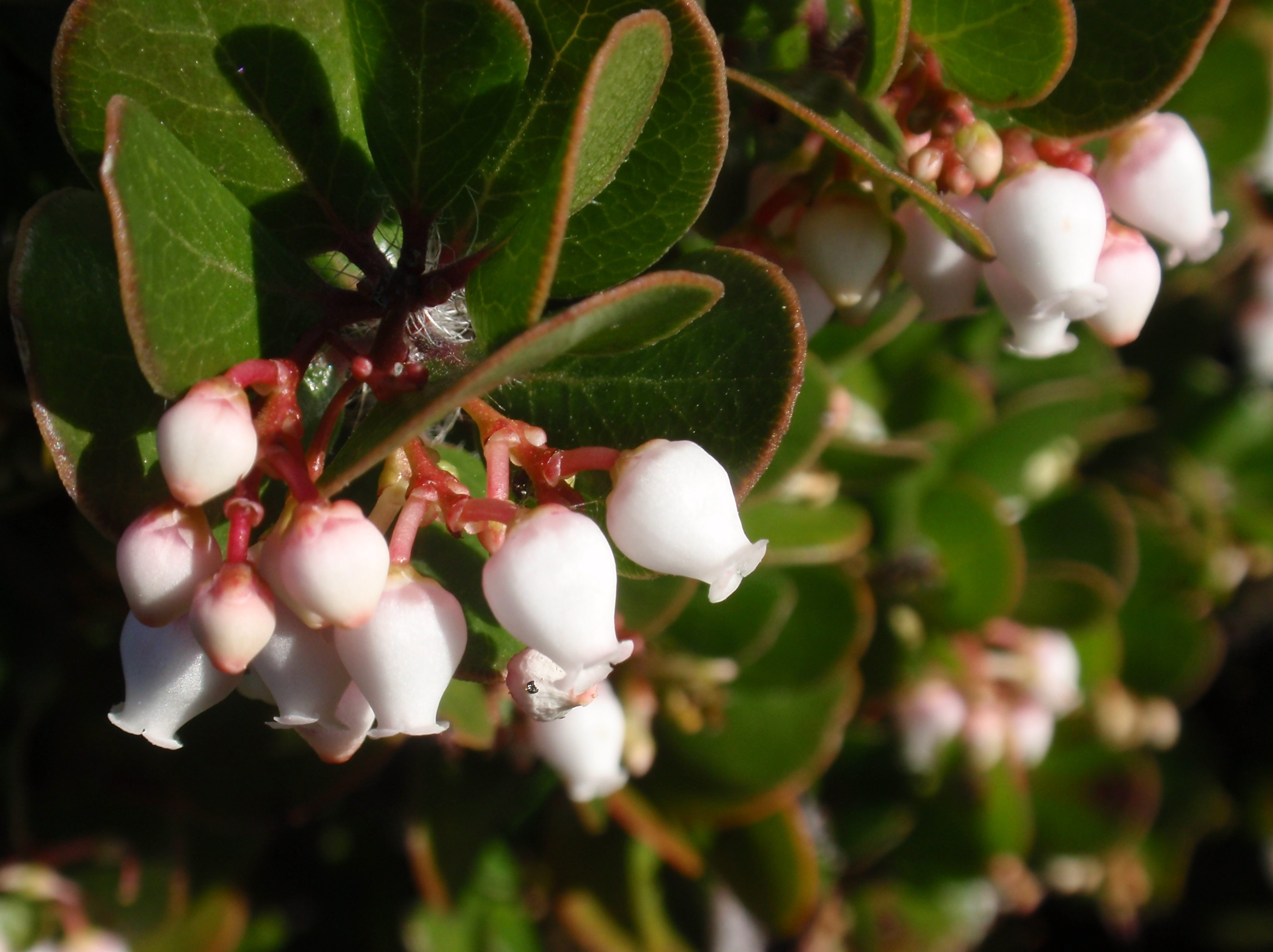
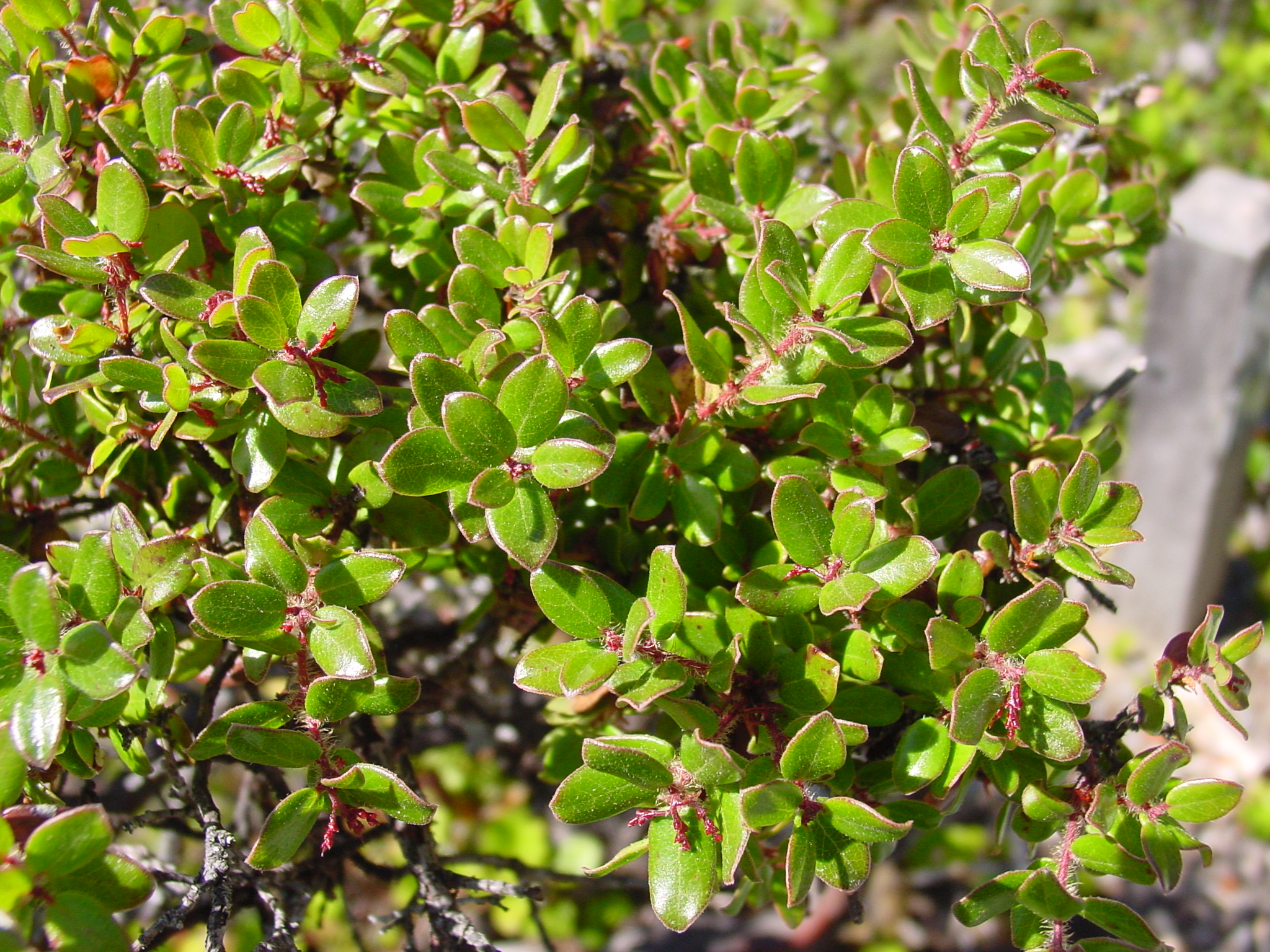